# Campeonato Panamericano de Judo de 1970
El VII Campeonato Panamericano de Judo se celebró en Londrina (Brasil) entre el 18 y el 23 de octubre de 1970 bajo la organización de la Unión Panamericana de Judo.
En total se disputaron seis pruebas diferentes, todas ellas en la categoría masculina.

## Resultados

### Masculino
| Evento            | Oro                           | Plata                        | Bronce                       |
| ----------------- | ----------------------------- | ---------------------------- | ---------------------------- |
| –63 kg            | Larry Fukuhara Estados Unidos | Takayuki Nishida · Brasil    | Bryan Yakata Estados Unidos  |
| –70 kg            | Patrick Burris Estados Unidos | Paul Maruyama Estados Unidos | Mateus Suguizaki · Brasil    |
| –80 kg            | Lhofei Shiozawa · Brasil      | Antonio Gallina Argentina    | Richard Dubreuil · Venezuela |
| –93 kg            | Chiaki Ishii · Brasil         | Roy Yamamoto Argentina       | Gordon Gregory · Canadá      |
| +93 kg            | Francis Garren Estados Unidos | Milton Lovato · Brasil       | José Casemiro · Brasil       |
| Categoría abierta | Chiaki Ishii · Brasil         | Antonio Gallina Argentina    | Gordon Gregory · Canadá      |

## Medallero
| Núm. | País           | Oro | Plata | Bronce | Total |
| ---- | -------------- | --- | ----- | ------ | ----- |
| 1    | Brasil         | 3   | 2     | 2      | 7     |
| 2    | Estados Unidos | 3   | 1     | 1      | 5     |
| 3    | Argentina      | 0   | 3     | 0      | 3     |
| 4    | Canadá         | 0   | 0     | 2      | 2     |
| 5    | Venezuela      | 0   | 0     | 1      | 1     |
|      | TOTAL          | 6   | 6     | 6      | 18    |